# Súper Rugby Australia
El Súper Rugby AU (también conocido como Vodafone Super Rugby AU por razones comerciales) fue un campeonato nacional de rugby de Australia.
El torneo fue organizado por Rugby Australia, el ente rector del deporte en el país.
Fue disputado por cinco equipos, cuatro de ellos provenientes del Súper Rugby y uno de ellos del Global Rapid Rugby.

## Historia
El torneo fue creado debido a la Pandemia de COVID-19, que obligó a suspender la temporada 2020 del Súper Rugby debido a la limitación de los viajes internacionales y el posterior cierre de fronteras.
El torneo incluye a los cuatro equipos australianos del Super Rugby e incorpora a Western Force, un equipo que había sido excluido del torneo en la temporada 2017 y había creado el Global Rapid Rugby para seguir compitiendo a nivel internacional con ayuda del empresario Andrew Forrest.
La primera edición comenzó el 3 de julio de 2020 y finalizó el 19 de septiembre del mismo año con la final entre Brumbies y Queensland Reds, en la que el primer equipo se coronó campeón al vencer por un marcador de 28 a 23.

## Campeonatos
| Edición | Año  | Campeón         | 2º puesto       | 3º puesto        | 4º puesto        | 5º puesto     |
| ------- | ---- | --------------- | --------------- | ---------------- | ---------------- | ------------- |
| I       | 2020 | Brumbies        | Queensland Reds | Melbourne Rebels | Waratahs         | Western Force |
| II      | 2021 | Queensland Reds | Brumbies        | Western Force    | Melbourne Rebels | Waratahs      |